# Prosopocera propinqua
Prosopocera propinqua är en skalbaggsart som beskrevs av Stefan von Breuning 1934. Prosopocera propinqua ingår i släktet Prosopocera och familjen långhorningar.
Artens utbredningsområde är Kenya. Inga underarter finns listade i Catalogue of Life.